# Oreopsar bolivianus
Sargento-boliviano ou iraúna-boliviana (Oreopsar bolivianus) é uma espécie de ave da família Icteridae. É a única espécie do género Oreopsar.
É endémica da Bolívia.
Os seus habitats naturais são: matagal tropical ou subtropical de alta altitude e pastagens.